# 国际冲突
国际冲突是国际社会的行为主体之间因利益争夺、观念分歧、荣誉竞争或其他因素导致的不一致而产生的一种相互对抗的状态。由于国际社会中普遍存在的利益纷争、意识形态差异以及国家荣誉和优势国际地位的争夺，国际冲突是普遍存在的现象。